# 2. Spielklasse (Feldhandball) 1943
Die Spielzeit 1943 war die 9. reguläre Spielzeit der 2. Spielklasse im Schweizer Feldhandball.

## Regionalmeister
| Ost     | STV Rorschach     |
| Zentral | TV Langenthal     |
| West    | TV Länggasse Bern |